# Стокгольм (коммуна)
Коммуна Стокгольм (швед. Stockholms kommun) — административно-территориальная единица местного самоуправления, расположена в лене Стокгольм в центральной Швеции.
Стокгольм — 252-я по величине территории коммуна Швеции. Административный центр коммуны — город Стокгольм.

## Население
Наибольшая по численности населения коммуна Швеции. Население составляет 881 235 человек (по состоянию на январь 2013 года).
| Население коммуны Стокгольм за 1900-2010 годы | Население коммуны Стокгольм за 1900-2010 годы | Население коммуны Стокгольм за 1900-2010 годы | Население коммуны Стокгольм за 1900-2010 годы | Население коммуны Стокгольм за 1900-2010 годы |
| Год                                           |                                               |                                               | Население                                     |                                               |
| --------------------------------------------- | --------------------------------------------- | --------------------------------------------- | --------------------------------------------- | --------------------------------------------- |
| 1900                                          |                                               |                                               | 300 523                                       |                                               |
| 1930                                          |                                               |                                               | 502 203                                       |                                               |
| 1950                                          |                                               |                                               | 744 562                                       |                                               |
| 1960                                          |                                               |                                               | 808 603                                       |                                               |
| 1970                                          |                                               |                                               | 744 911                                       |                                               |
| 1980                                          |                                               |                                               | 647 214                                       |                                               |
| 1990                                          |                                               |                                               | 674 452                                       |                                               |
| 2000                                          |                                               |                                               | 750 348                                       |                                               |
| 2010                                          |                                               |                                               | 847 073                                       |                                               |
| Источник: SCB                                 |                                               |                                               |                                               |                                               |

## Округа
- Бреннчирка (Brännkyrka)
- Бромма (Bromma)
- Вантёр (Vantör)
- Веллингби (Vällingby)
- Вестерлед (Västerled)
- Киста (Kista)
- Кунгсхольмен (Kungsholmen)
- Скарпнэк (Skarpnäck)
- Спонга (Spånga)

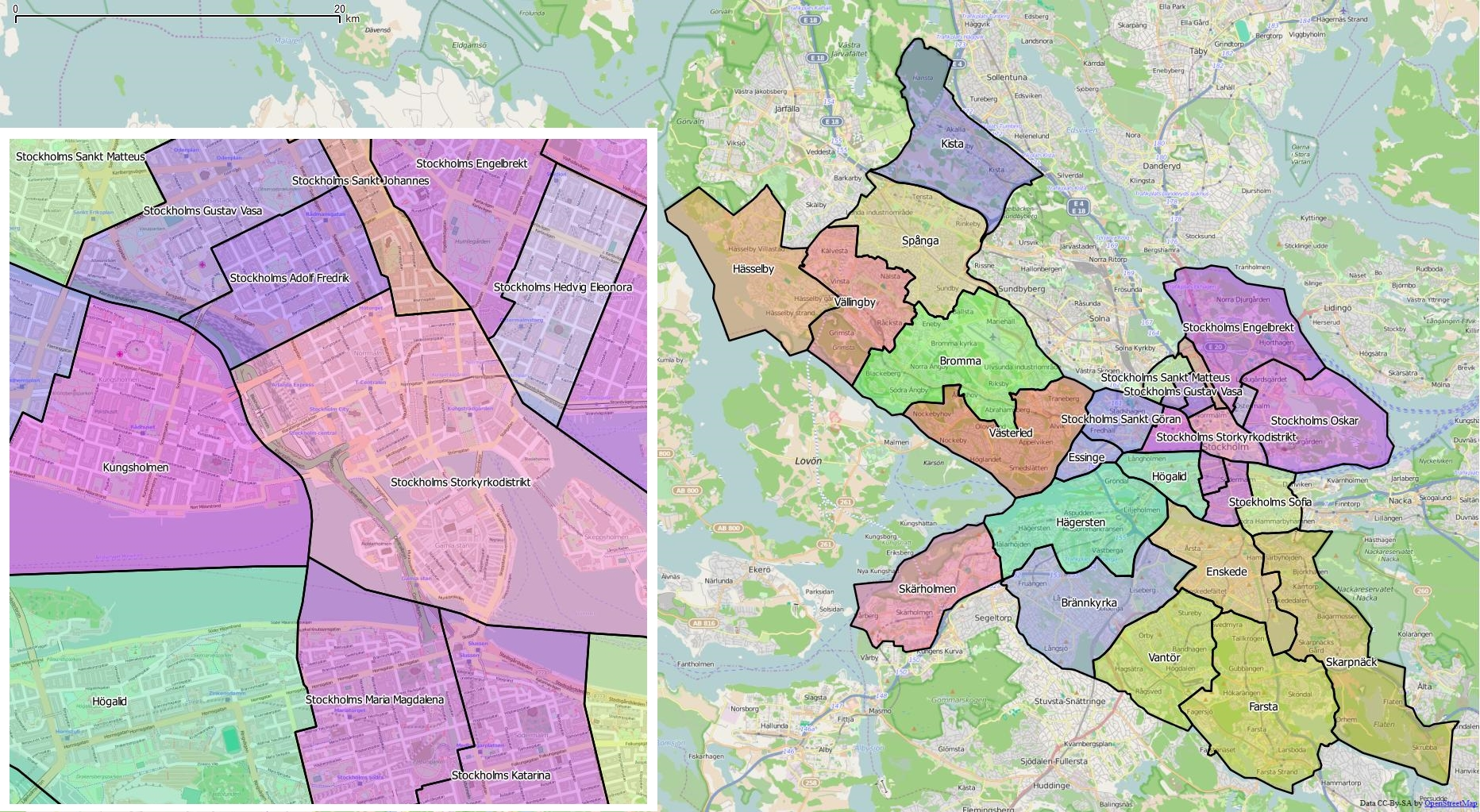
Округа

- Стокгольмс Адольф Фредрик (Stockholms Adolf Fredrik)
- Стокгольмс Густав Васа (Stockholms Gustav Vasa)
- Стокгольмс домчирку (Stockholms domkyrko, Stockholms Storkirkodistrikt)
- Стокгольмс Катарина (Stockholms Katarina)
- Стокгольмс Мария-Магдалена (Stockholms Maria Magdalena)
- Стокгольмс Оскар (Stockholms Oscar)
- Стокгольмс Санкт-Ёран (Stockholms Sankt Göran)
- Стокгольмс Санкт-Йоханнес (Stockholms Sankt Johannes)
- Стокгольмс Санкт-Маттеус (Stockholms Sankt Matteus)
- Стокгольмс София (Stockholms Sofia)
- Стокгольмс Хедвиг Элеонора (Stockholms Hedvig Eleonora)
- Стокгольмс Энгельбрект (Stockholms Engelbrekt)
- Фарста (Farsta)
- Хегерстен (Hägersten)
- Хессельби (Hässelby)
- Хёгалид (Högalid)
- Шерхолмен (Skärholmen)
- Энскеде (Enskede)
- Эссинге (Essinge)

## Города-побратимы
Коммуна поддерживает контакты с такими муниципалитетами:
- Тирана, Албания
- Киев, Украина
- Тунис, Тунис
- Рейкьявик, Исландия
- Санкт-Петербург, Россия
- Стамбул, Турция
- Варшава, Польша
- Рига, Латвия

## Галерея

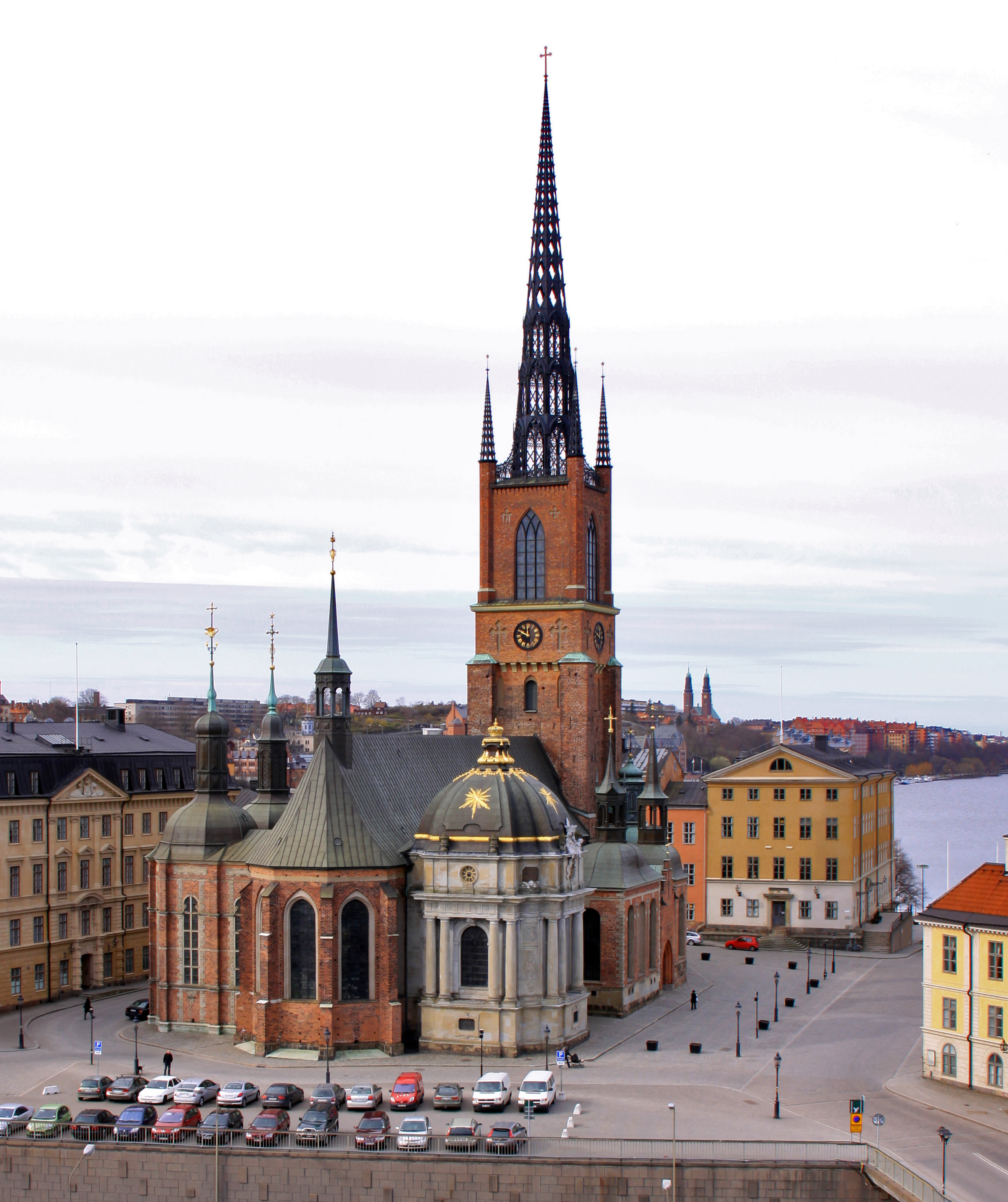
Церковь на Риддаргольми
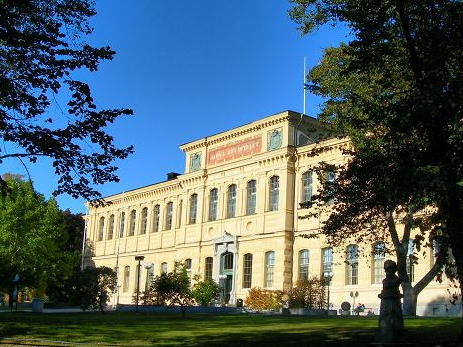
Национальная библиотека
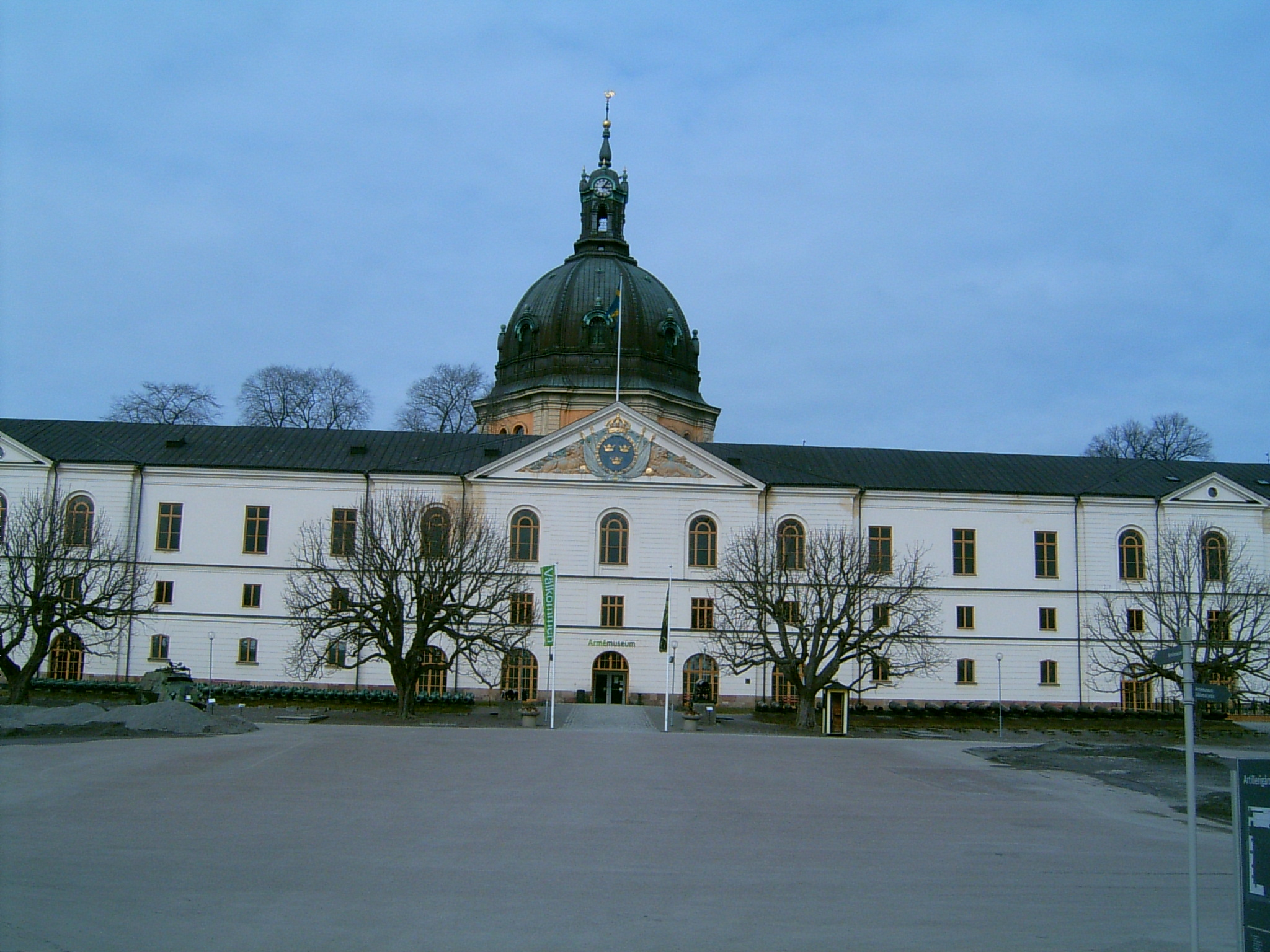
Военный музей